# Söderhamn-Sandarne församling
Söderhamn-Sandarne församling är en församling i Hälsinglands södra kontrakt i Uppsala stift. Församlingen utgör ett eget pastorat och ligger i Söderhamns kommun i Gävleborgs län.

## Administrativ historik
Församlingen bildades 2018 genom en sammanslagning av Söderhamns församling och Sandarne församling och utgör därefter ett eget pastorat.

## Kyrkor
- Ulrika Eleonora kyrka.
- Sandarne kyrka
- Prästgrundets kapell